# Eugoa bilineata
Eugoa bilineata là một loài bướm đêm thuộc phân họ Arctiinae, họ Erebidae.